# Liza Minnelli
Liza May Minnelli (ur. 12 marca 1946 w Los Angeles) – amerykańska aktorka, piosenkarka, tancerka i choreografka.

## Życiorys

### Okres debiutu
Urodziła się w Hollywood jako córka reżysera Vincente Minnellego i aktorki Judy Garland. Zadebiutowała na ekranie w wieku trzech lat, w końcowej scenie filmu In the Old Good Summertime, w którym główną rolę zagrała jej matka.
Jako nastolatka występowała w musicalach wystawianych na Broadwayu, zdobywając uznanie krytyki i publiczności. W 1964 rozpoczęła karierę muzyczną, podpisując kontrakt z wytwórnią Capitol Records. W tym samym roku wystąpiła u boku swojej matki na jej koncercie w London Palladium. Kilka miesięcy później wydała swój debiutancki album pt. Liza! Liza!, który rozszedł się w prawie półmilionowym nakładzie.
Przełomem w jej karierze aktorskiej była rola w filmie Alana J. Pakuli Bezpłodna kukułka (1969), za którą otrzymała swoją pierwszą nominację do Oscara. W następnym roku podpisała kontrakt z nową wytwórnią i nagrała album pt. Come Saturday Morning.

### Lata 70.
W 1972 odniosła światowy sukces dzięki roli w musicalu Kabaret. Film stał się kasowym przebojem i jednym z kultowych obrazów dekady. Minnelli za rolę Sally Bowles otrzymała Oscara, stając się pierwszą osobą w historii tej nagrody, której rodzice również byli jej laureatami. Za występ w Kabarecie zdobyła także Złoty Glob. Była pierwszą artystką, której wizerunek w tym samym tygodniu zdobił okładki pism „Time” i „Newsweek”. Ścieżka dźwiękowa do Kabaretu, na której Minelli wykonała kilka utworów, dotarła do pierwszej „20” amerykańskiej listy przebojów i zyskała status złotej płyty.
Również w 1972 poprowadziła własny program telewizyjny Liza With a Z, za który odebrała wiele nagród, m.in. Emmy i Tony. Nagrana do programu ścieżka dźwiękowa była pierwszą platynową płytą w karierze artystki.
W kolejnych latach koncentrowała się głównie na wydawaniu płyt i trasach koncertowych. W 1973 wydała album studyjny pt. The Singer, a w 1974 – koncertową płytę pt. Live At The Winter Garden. W 1976 zagrała u boku Roberta De Niro w filmie New York, New York, w którym zaśpiewała tytułowy przebój. W 1977 wydała album pt. Tropical Nights. Następnie skoncentrowała się na występach na Broadwayu, gdzie zagrała m.in. w przedstawieniach Chicago i The Act.

### Lata 80. i 90.

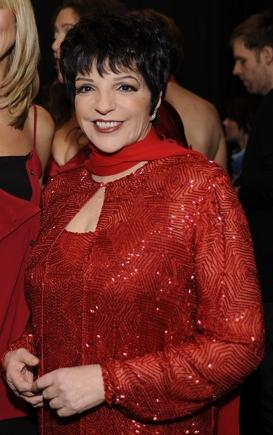
Minnelli (2008)

W 1981 zagrała rolę w filmie Artur. W 1985 Minnelli otrzymała swój drugi Złoty Glob za rolę w telewizyjnym filmie A Time To Live. W 1989 podjęła współpracę z duetem kompozytorsko-producenckim Pet Shop Boys, z którym nagrała album pt. Results. Album stał się przebojem w Wielkiej Brytanii, a pochodząca z niego kompozycja „Losing My Mind” dotarła do TOP 10 brytyjskich list przebojów.
W 1990 otrzymała specjalną nagrodę Grammy za całokształt twórczości muzycznej. W tym samym roku nagrała koncertową płytę pt. Liza Stepping Out Radio City Music Hall. 20 kwietnia 1992 wystąpiła podczas koncertu The Freddie Mercury Tribute Concert na stadionie Wembley w Londynie, wykonując piosenkę zespołu Queen „We Are the Champions” w hołdzie Freddiemu Mercury’emu. W 1995 nagrała album pt. Gently zawierający jej interpretacje jazzowych standardów. Za album została nominowana do nagrody Grammy.
W 1999 powróciła z show Minnelli on Minnelli, w którym wykonywała utwory z filmów swojego ojca. Jako że liczne choroby odcisnęły swoje piętno na jej głosie, program otrzymał słabe recenzje i szybko zszedł ze sceny. Równie chłodno został przyjęty jej album o tym samym tytule.
Za sprawą swojego impresario, Davida Gesta, przeszła na dietę oraz zaczęła uczęszczać na lekcje śpiewu i tańca, a w 2002 powróciła w dobrej formie z przedstawieniem estradowym pt. Liza’s Back.

### Od 2001
W 2001 wystąpiła gościnnie podczas koncertu Michael Jackson – 30th Anniversary Concert w Madison Square Garden z okazji 30-lecia kariery artystycznej Michaela Jacksona, śpiewając piosenkę artysty „You Are Not Alone”. Od 2003 do 2013 roku występowała gościnnie w nagrodzonym Emmy sitcomie telewizyjnym Bogaci bankruci jako Lucille Austero.
W 2004 i 2005 została uznana za najgorzej ubraną gwiazdę Hollywood. W 2006 wystąpiła gościnnie w piosence „Mama” z albumu rockowego zespołu My Chemical Romance.
W 2008 wystąpiła z przedstawieniem Liza’s At The Palace, w którym zaprezentowała się wraz z grupą tancerzy piosenki swojej matki chrzestnej, Kay Thompson. W 2009 wydała album o tym samym tytule, za który otrzymała nagrodę Tony i nominację do nagrody Grammy. W 2010 pojawiła się gościnnie w filmie Seks w wielkim mieście 2, w którym wykonała cover przeboju Beyoncé Single Ladies (Put a Ring on It).
W 2022 podczas 94. ceremonii wręczenia Oscarów ogłaszała laureata nagrody w kategorii najlepszy film. W 2024 premierę miał poświęcony jej postaci film dokumentalny Liza: A Truly Terrific Absolutely True Story.

## Dyskografia
- 1963: Best Foot Forward (soundtrack do musicalu)
- 1963: Liza! Liza!
- 1964: Judy Garland and Liza Minnelli Live at the London Palladium
- 1965: Flora the Red Menace (soundtrack do musicalu)
- 1965: It Amazes Me
- 1966: There Is a Time
- 1966: The Dangerous Christmas of Red Riding Hood (soundtrack)
- 1968: Liza Minnelli
- 1970: Come Saturday Morning
- 1970: New Feelin'
- 1972: Liza Minnelli: Live at the Olympia in Paris
- 1972: Cabaret (soundtrack)
- 1972: Liza with a 'Z' (soundtrack)
- 1973: The Singer
- 1974: Liza Minnelli: Live at the Winter Garden
- 1975: Lucky Lady (soundtrack)
- 1976: A Matter of Time (soundtrack)
- 1977: New York, New York (soundtrack)
- 1977: Tropical Nights
- 1978: The Act (Original Cast Recording)
- 1984: The Rink (Original Cast Recording)
- 1987: Liza Minnelli: Live at Carnegie Hall
- 1989: Results
- 1991: Stepping Out (soundtrack)
- 1992: Liza: Live from Radio City Music Hall
- 1995: Paris (w/ Charles Aznavour)
- 1996: The Life: A New Musical (concept album)
- 1996: Gently
- 1999: Minnelli on Minnelli: Live at the Palace
- 2002: Liza's Back
- 2009: Liza's At The Palace
- 2010: Confessions

## Filmografia
Filmy fabularne
- 1949: Dziewczyna z Chicago (In the Good Old Summertime) jako Dziecko (niewymieniona w czołówce)
- 1965: The Dangerous Christmas of Red Riding Hood jako Mały Czerwony Kapturek
- 1967: Charlie Bubbles jako Eliza
- 1969: Bezpłodna kukułka (The Sterile Cuckoo) jako Pookie (Mary Ann) Adams
- 1970: Tell Me That You Love Me, Junie Moon jako Junie Moon
- 1972: Kabaret (Cabaret) jako Sally Bowles
- 1974: Journey Back to Oz jako Dorotka
- 1975: Szczęściara (Lucky Lady) jako Clarie
- 1976: Kwestia czasu (A Matter of Time) jako Nina
- 1977: New York, New York jako Francine Evans
- 1981: Artur (Arthur) jako Linda Marolla
- 1985: Czas na życie (A Time to Live) jako Mary-Lou Weisman
- 1987: Pinocchio and the Emperor of the Night (głos)
- 1988: Sam Found Out: A Triple Play jako Trzy postacie
- 1988: Artur 2 (Arthur 2: On the Rocks) jako Linda Marolla Bach
- 1988: Gliniarz do wynajęcia (Rent-a-Cop) jako Della
- 1991: Stepping Out jako Mavis Turner
- 1994: Test prawdy (Parallel Lives) jako Stevie Merrill
- 1995: Walc z West Side’u (The West Side Waltz) jako Cara Varnum
- 2006: Niespełnione pragnienia (The Oh in Ohio) jako Alyssa Donahue
- 2010: Seks w wielkim mieście 2 jako ona sama

Seriale telewizyjne
- 1964: Mr. Broadway jako Minnie
- 1968: That’s Life
- 1984: Faerie Tale Theatre jako Księżniczka Alecia
- 2003-2005: Bogaci bankruci (Arrested Development) jako Lucille Austero
- 2006: Prawo i porządek: Zbrodniczy zamiar (Law & Order: Criminal Intent) jako Beth Harner

## Przedstawienia sceniczne
- 1963: Best Foot Forward
- 1965: Flora the Red Menace
- 1974: Liza
- 1975: Chicago
- 1978: The Act
- 1984: The Rink
- 1995: Victor/Victoria
- 1999: Minnelli on Minnelli
- 2008: Liza’s At The Palace

## Nagrody
- Nagroda Akademii Filmowej Najlepsza aktorka pierwszoplanowa: 1973 Kabaret
- Złoty Glob
  - Najlepsza aktorka w filmie komediowym lub musicalu: 1973 Kabaret
  - Najlepsza aktorka w miniserialu lub filmie telewizyjnym: 1986 Czas na życie
- Nagroda BAFTA Najlepsza aktorka: 1973 Kabaret
- Nagroda Grammy Grammy Legend Award: 1990 Za całokształt twórczości
- Nagroda Tony
  - Najlepsza aktorka w musicalu: 1978 The Act
  - 1965 Flora the Red Menace
  - 1974 Nagroda Specjalna
- Złota Malina Najgorsza aktorka: 1989 Artur 2 i Gliniarz do wynajęcia